# بازیگر

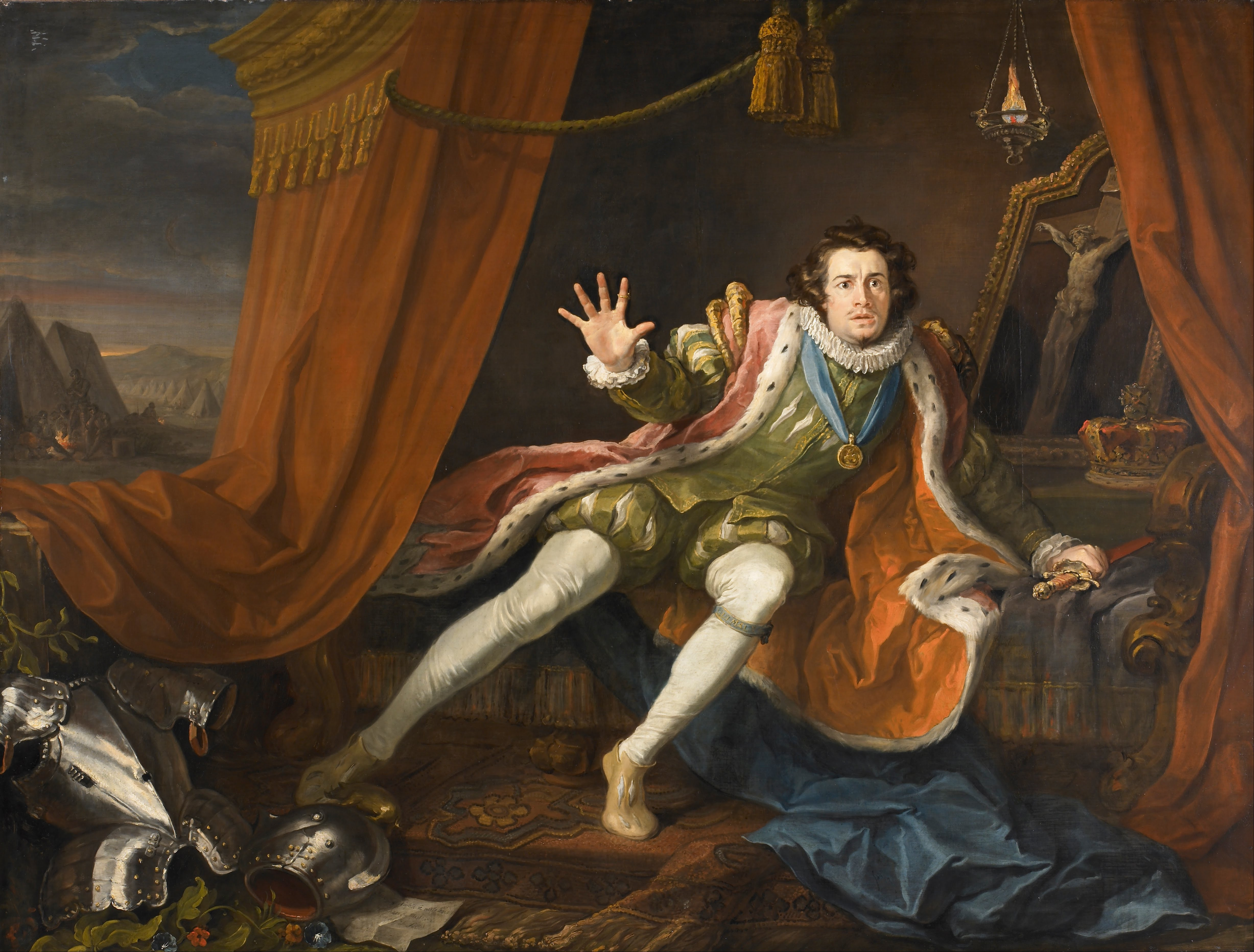
دیوید گریک در ریچارد سوم روی استیج

بازیگر یا هنرپیشه یا آکتور (به انگلیسی: Actor) به کسی گفته می‌شود که به‌طور حرفه‌ای (یعنی اینکه شغلش این باشد) یک نقش را در یک نمایش، تئاتر، سینما و تلویزیون بازی می‌کند.
این اصطلاح بیشتر برای آنان که در نقش و با استفاده از بدن و میمیکِ چهره بازی می‌کنند به کار می‌رود
هرچند که صداپیشه‌ها و بازیگران نقش‌ها، در هر برنامه رادیویی نیز ممکن است بازیگر خوانده شوند.
بازیگر می‌تواند کار خود را در چهارچوب یک تئاتر، فیلم، مجموعه تلویزیونی تحت فرمان فردی به اسم کارگردان اجرا کنند
بازیگران گاه به جای شخصیت‌هایِ کارتونی یا صحبت کردن به جای افرادی در آگهی‌های تلویزیونی هم می‌پردازند، که به این افراد دوبلور گفته می‌شود
بازیگران امروزی گاهی در بازی‌های ویدئویی هم نقشی را به اجرا می‌گذارند. این کار توسط ثبت حرکات و صدای آن‌ها و بازسازی داده‌های رایانه‌ای به دست آمده صورت می‌گیرد. مدرسان این حرفه می‌گویند: «رسالت بازیگر، انتقال پیام‌های بلند انسانی به مخاطبان است.» علی اکبر خداشناس، نویسنده و کارگران ایرانی، بازیگر را اینگونه تعبیر می‌کند: (بازیگر تجسم تفکر و ایده نویسنده و کارگردان در یک اثر نمایشی است)
در فارسی، سالهای اولیه پیدایش سینما و تئاتر به‌جای اصطلاحات بازیگر یا هنرپیشه، واژه آکتور، «آرتیست» یا «ارباب صنایع ظریفه» به‌کار می‌رفت و واژه «هنرپیشه» معنی کلی هنرمند را داشت (نمونه از ناصرخسرو: هنرپیشه آن است کز فعل نیک، سر خویش را تاج، خود برنهد)، اما فرهنگستان زبان فارسی، «بازیگر» و «هنرپیشه» را برابر آکتور قرار داد.

## مسئول انتخاب بازیگران
مسئولیت انتخاب بازیگران را، تهیه‌کننده و کارگردان با مشارکت همدیگر انجام می‌دهند یا از فردی می‌خواهند که زیر نظر آن‌ها، بازیگران مناسب را انتخاب کند.

## بازیگردان
او کسی است که مسئولیتِ بازیگران را بر عهده دارد؛ نقششان را به آن‌ها تفهیم می‌کند و نقششان را با آن‌ها تمرین می‌کند و سر انجام، آن‌ها را برای بازی نهایی جلوی دوربین آماده می‌کند. برخی از کارگردان‌ها این کار را خودشان انجام می‌دهند، اما امروزه در فیلم‌سازی حرفه‌ای، معمولاً از شخصی که خود اشراف کامل به عرصه بازیگری دارد (حتی گاهی از بازیگران مطرح)، استفاده می‌شود، تا این مسئولیت را به عهده گیرند و به نوعی بازیگران را کارگردانی کنند.
بازیگران اصلی:
بازیگرانی که نقش‌های مهمِ فیلم را بر عهده دارند، به ویژه نقش‌های اول و دوم.
بازیگران نقش جزئی: نقش کوچکی در فیلم که معمولاً با ذکر یک یا دو جمله همراه است، و همین آن را از نقش سیاهی لشکر که کلمه‌ای به زبان نمی‌آورد و معمولاً جزئی از جمعیت است، متمایز می‌کند.